# Josef Nedoma
Josef Nedoma (11. dubna 1899 – 1971) byl český a československý politik Československé strany národně socialistické a poválečný poslanec Ústavodárného Národního shromáždění. Po roce 1948 pronásledován a vězněn komunistickým režimem.

## Biografie
V parlamentních volbách v roce 1946 se stal poslancem Ústavodárného Národního shromáždění za národní socialisty. V parlamentu zasedal formálně do voleb do Národního shromáždění roku 1948. V Národním shromáždění zastával významný post předsedy výboru pro provádění dvouletého plánu.
Po komunistickém převratu v roce 1948 byla národně socialistická strana ovládnuta prokomunistickou frakcí a přejmenována na Československou stranu socialistickou. Nedoma byl později po roce 1948 politicky pronásledován a vězněn komunistickým režimem. Ještě v roce 1950 vystupoval jako svědek v procesu s Miladou Horákovou. Byl tehdy uváděn jako referent ředitelství Československých dolů. Později byl sám odsouzen na 23 let vězení. Od 31. srpna 1960 byl vězněn ve Valdicích, od 8. listopadu 1961 do 16. května 1962 na Mírově. V roce 1962 byl evidován jako agent StB pod krycím jménem LOVOT u KS StB Hradec Králové.